# Trentepohlia valida
Trentepohlia valida là một loài ruồi trong họ Limoniidae. Chúng phân bố ở miền Australasia.